# Two Witches
Two Witches é uma banda de rock gótico da Finlândia formada em 1987. Tal como acontece com várias outras bandas góticas do final da década de 1980 (como The 69 Eyes e Nosferatu), Two Witches começaram a tematizar suas aparências e letras na imagem de vampiros. O grupo foi fundado por Jyrki Witch e Anne Nurmi, que em 1993 deixou a banda para iniciar uma relação profissional com Tilo Wolff e seu grupo  Lacrimosa . O seu último trabalho é o álbum Goodevil, lançado em 2014.